# Normatieve uitspraak
Een normatieve uitspraak (ook wel prescriptieve uitspraak) schrijft voor hoe iets zou moeten zijn. Deze uitspraak is waardeafhankelijk; hij is niet juist of onjuist, maar volgt uit de waarden en normen van degene die de uitspraak doet.
Ayer onderscheidde daarnaast nog beschrijvende en emotieve uitspraken.